# فهرست حمایت‌ها از کارزار ریاست‌جمهوری ۲۰۲۴ کامالا هریس
این فهرستی از افراد و سازمان‌های سرشناسی است که حمایتشان را از کارزار ریاست‌جمهوری ۲۰۲۴ کامالا هریس اعلام کردند.

## مقامات اجرایی فدرال
چهار رئیس‌جمهور پیشین از حزب دموکرات ایالات متحده حمایت خود را از کامالا هریس اعلام کرده‌اند. جرج دابلیو. بوش به عنوان یکی از روسای جمهور پیشین از حزب جمهوری‌خواه ایالات متحده در سال ۲۰۲۳ اعلام کرد که از نامزدی دونالد ترامپ حمایت نخواهد کرد. 
هیچ‌یک از معاونان رئیس جمهوری ایالات متحده از حزب جمهوری‌خواه نیز تاکنون از دونالد ترامپ حمایت نکرده‌اند.

### روسای جمهور
- جو بایدن، چهل و ششمین رئیس‌جمهور ایالات متحده (۲۰۲۱–اکنون) (که هریس در زمان او به عنوان معاون رئیس‌جمهور خدمت می‌کند)، چهل و هفتمین معاون رئیس‌جمهور ایالات متحده (۲۰۰۹–۲۰۱۷)، سناتور ایالات متحده از دلاور (۱۹۷۳–۲۰۰۹)، نامزد پیشین دموکرات‌ها برای ریاست جمهوری ۲۰۲۴[۴]
- جیمی کارتر, سی و نهمین رئیس‌جمهور ایالات متحده (۱۹۷۷–۱۹۸۱)، هفتاد و ششمین فرماندار جورجیا (۱۹۷۱–۱۹۷۵)[۵]
- بیل کلینتون، چهل و دومین رئیس‌جمهور ایالات متحده (۱۹۹۳–۲۰۰۱)، چهلمین و چهل و دومین فرماندار آرکانزاس (۱۹۷۹–۱۹۸۱، ۱۹۸۳–۱۹۹۲)، دادستان کل آرکانزاس (۱۹۷۷–۱۹۷۹)[۶]
- باراک اوباما، چهل و چهارمین رئیس‌جمهور ایالات متحده (۲۰۰۹–۲۰۱۷)، سناتور ایالات متحده از ایلینوی (۲۰۰۵–۲۰۰۸)[۷]

### معاونان رئیس‌جمهور
- ال گور، چهل و پنجمین معاون رئیس‌جمهور ایالات متحده (۱۹۹۳–۲۰۰۱)، سناتور ایالات متحده از تنسی (۱۹۸۵–۱۹۹۳)، نماینده ایالات متحده از تنسی (۱۹۷۷–۱۹۸۵)، نامزد دموکرات‌ها در انتخابات ریاست جمهوری ۲۰۰۰[۸]
- دیک چینی، معاون رئیس‌جمهور ایالات متحده آمریکا (۲۰۰۱–۲۰۰۹)، وزیر دفاع ایالات متحده آمریکا (۱۹۸۹–۱۹۹۳)، عضو مجلس نمایندگان ایالات متحده آمریکا از حوزه انتخابیه کلی وایومینگ (۱۹۷۹–۱۹۸۹)، رئیس دفتر رئیس‌جمهور ایالات متحده (۱۹۷۵–۱۹۷۷)، قائم‌مقام رئیس دفتر رئیس‌جمهور ایالات متحده (۱۹۷۴–۱۹۷۵) (جمهوری‌خواه)[۹]

### مقامات در سطح کابینه

#### کنونی
- پیت بوتیگیگ، وزیر حمل و نقل ایالات متحده (۲۰۲۱–اکنون)، شهردار ساوث بند، ایندیانا (۲۰۱۲–۲۰۲۰)، نامزد دموکرات ریاست جمهوری ۲۰۲۰[۱۰]
- میگل کاردونا، وزیر آموزش ایالات متحده (۲۰۲۱–اکنون)، کمیسر وزارت آموزش و پرورش ایالت کنتیکت (۲۰۱۹–۲۰۲۱)[۱۱]
- جنیفر گرانهولم، وزیر انرژی ایالات متحده (۲۰۲۱–اکنون)، فرماندار میشیگان (۲۰۰۳–۲۰۱۱)، دادستان کل میشیگان (۱۹۹۹–۲۰۰۳)[۱۲]
- دب هالند، وزیر کشور ایالات متحده (۲۰۲۱–اکنون)، نماینده ایالات متحده از NM-01 (۲۰۱۹–۲۰۲۱)[۱۳]
- جینا ریموندو، وزیر بازرگانی ایالات متحده (۲۰۲۱–اکنون)، فرماندار رود آیلند (۲۰۱۵–۲۰۲۱)، خزانه‌دار کل رود آیلند (۲۰۱۱–۲۰۱۵)[۱۴]
- تام ویلسک، وزیر کشاورزی ایالات متحده آمریکا (۲۰۰۹–۲۰۱۷، ۲۰۲۱–اکنون)، فرماندار آیووا (۱۹۹۹–۲۰۰۷)[۱۵]
- هاویر بسرا، وزیر بهداشت و خدمات انسانی ایالات متحده آمریکا (۲۰۲۱–اکنون)، دادستان کل کالیفرنیا (۲۰۱۷–۲۰۲۱)، عضو مجلس نمایندگان ایالات متحده آمریکا از حوزه انتخابیه سی‌وچهارم کالیفرنیا (۲۰۱۳–۲۰۱۷)، حوزه انتخابیه سی‌ویکم کالیفرنیا (۲۰۰۳–۲۰۱۳) و حوزه انتخابیه سی‌ام کالیفرنیا (۱۹۹۳–۲۰۰۳)[۱۶]

#### سابق
- کارول براونر, مدیر دفتر سیاست‌های انرژی و تغییرات آب و هوایی کاخ سفید (۲۰۰۹–۲۰۱۱)، رئیس سازمان حفاظت از محیط زیست ایالات متحده آمریکا (۱۹۹۳–۲۰۰۱)[۱۷]
- هولیان کاسترو، وزیر مسکن و توسعه شهری ایالات متحده آمریکا (۲۰۱۴–۲۰۱۷)، شهردار سن آنتونیو (۲۰۰۹–۲۰۱۴)[۱۸]
- استیون چو، وزیر انرژی ایالات متحده آمریکا (۲۰۰۹–۲۰۱۳)[۱۷]
- جیمز کلپر، اداره‌کننده اطلاعات ملی (۲۰۱۰–۲۰۱۷)[۱۹]
- هیلاری کلینتون، وزیر امور خارجه ایالات متحده آمریکا (۲۰۰۹–۲۰۱۳), سناتور ایالات متحده از ایالت نیویورک (۲۰۰۱–۲۰۰۹), بانوی اول ایالات متحده آمریکا (۱۹۹۳–۲۰۰۱)، نامزد دموکرات‌ها برای ریاست جمهوری ۲۰۱۶
- هیلدا سولیس، وزیر کار ایالات متحده آمریکا (۲۰۰۹–۲۰۱۳)، عضو مجلس نمایندگان ایالات متحده آمریکا از حوزه انتخابیه سی و دوم کالیفرنیا (۲۰۰۱–۲۰۰۹)[۲۰]
- مارتی والش، وزیر کار ایالات متحده آمریکا (۲۰۲۱–۲۰۲۳)، شهردار بوستون (۲۰۱۴–۲۰۲۱); عضو مجلس نمایندگان ماساچوست (۱۹۹۷–۲۰۱۴)[۲۱]
- کریستین تاد ویتمن، رئیس سازمان حفاظت از محیط زیست ایالات متحده آمریکا (۲۰۰۱–۲۰۰۳), فرماندار نیوجرسی (۱۹۹۴–۲۰۰۱) (جمهوری‌خواه تا سال ۲۰۲۲)[۲۲]
- سالی ییتس، دادستان کل موقت آمریکا (۲۰۱۷)، قائم‌مقام دادستان کل ایالات متحده آمریکا (۲۰۱۵–۲۰۱۷)، دادستان ایالات متحده برای منطقه شمالی جورجیا (۲۰۱۰–۲۰۱۵)[۲۳]

### سایر مقامات اداری
- کارول موزلی براون، رئیس بنیاد توسعه آفریقای ایالات متحده (۲۰۲۴–اکنون)، سفیر ایالات متحده در نیوزلند و ساموآ (۱۹۹۹–۲۰۰۱)، سناتور ایالات متحده از ایلینوی (1993–1999)[۲۴]
- جیمی گورلیک، رئیس شورای مشورتی امنیت داخلی (۲۰۲۲–اکنون)، معاون دادستان کل ایالات متحده (۱۹۹۴–۱۹۹۷)، مشاور کل وزارت دفاع (1993–1994)[۲۳]
- L. Felice Gorordo، مدیر اجرایی جایگزین ایالات متحده بانک بین‌المللی برای بازسازی و توسعه (۲۰۲۳–اکنون)[۱۹]

## سیاستمداران بین‌المللی

### کنونی
- جاگمیت سینگ، رهبر حزب دموکراتیک جدید کانادا (۲۰۱۷–اکنون), عضو مجلس عوام کانادا (۲۰۱۹–اکنون) [۲۵][۲۶]

### سابق
- مگاواتی سوکارنوپوتری, رئیس‌جمهور اندونزی (۲۰۰۱–۲۰۰۴) [۲۷]

## مدیران و رهبران کسب و کار
- ران کانوی، سرمایه‌گذار خطرپذیر[۲۸]
- بلر افرون، سرمایه‌گذار و یکی از بنیانگذاران Centerview Partners[۲۹]
- گلن اس. فوکوشیما، وکیل، مدیر بازرگانی، بشردوست[۱۹]
- ملیندا فرنچ گیتس، بشردوست[۳۰]
- جاناتان دی. گری، رئیس و مدیر عامل گروه بلک استون و رئیس هیلتون در سراسر جهان[۲۹]
- رید هستینگز، مدیر عامل نتفلیکس[۳۱]
- رید هافمن، بنیان‌گذار لینکدین و کمک کننده اصلی دموکرات‌ها[۳۲]
- برد اس. کارپ، وکیل و رئیس پل، وایس[۲۹]
- جفری کاتزنبرگ، بنیان‌گذار و مدیر عامل سابق انیمیشن DreamWorks[۳۳]
- Vinod Khosla، سرمایه‌گذار خطرپذیر[۳۴]
- تینا نولز، تاجر[۳۵]
- مارک لاسری، یکی از بنیانگذاران و مدیر عامل شرکت Avenue Capital Group و مالک سابق میلواکی باکس[۲۹]
- آرون لوی، کارآفرین و بنیان‌گذار و مدیر عامل باکس[۳۱]
- ریموند مک گوایر، تاجر، مدیر سابق سیتی گروپ و نامزد انتخابات مقدماتی شهردار دموکرات شهر نیویورک در سال 2021[۲۹]
- جیسون پالمر، تاجر، نامزد سال ۲۰۲۴ برای نامزدی دموکرات‌ها برای ریاست جمهوری[۳۶]
- شریل سندبرگ، مدیر عامل سابق Meta Platforms[۳۱]
- برد اسمیت، نایب رئیس و رئیس مایکروسافت[۲۹]
- الکس سوروس، رئیس بنیادهای جامعه باز، بشردوست[۳۷]
- جورج سوروس، سرمایه‌گذار و نیکوکار[۳۸]
- تام استایر، تاجر، نامزد ۲۰۲۰ نامزد دموکرات‌ها برای ریاست جمهوری[۳۹]
- بردلی تاسک، سرمایه‌گذار خطرپذیر[۳۱]
- اندرو یانگ، تاجر، کاندیدای ۲۰۲۰ برای نامزدی دموکرات‌ها برای ریاست‌جمهوری، بنیان‌گذار حزب پیشرو (به جلو)[۴۰]

## شخصیت‌های سرگرمی و ورزشی
- جی. جی. آبرامز، فیلمساز[۴۱]
- اوزو ادوبا، بازیگر[۴۲]
- جسیکا آلبا، بازیگر[۴۳]
- شان آستین، بازیگر[۴۴]
- Emanuel Ax, pianist و music professor[۴۵]
- جون بایز، خواننده -ترانه‌سرا[۴۶]
- لنس بس، خواننده و بازیگر[۴۷]
- Bobby Berk, interior designer و television personality[۴۸]
- گرگ برلانتی،  نویسنده و تهیه‌کننده تلویزیون[۴۳]
- سو برد، بازیکن سابق حرفه ای بسکتبال[۴۹]
- مت بامر، بازیگر[۵۰]
- اریک برادن، بازیگر[۵۱]
- جف بریجز، بازیگر[۵۲]
- کریستی برنکلی، بازیگر و مدل[۵۳]
- کانی بریتون، بازیگر[۵۴]
- ایوت نیکول براون، بازیگر[۱۸]
- سوفیا بوش، بازیگر[۵۵]
- کاردی بی، رپر[۵۶]
- لیندا کارتر، بازیگر و خواننده[۴۷]
- چارلی ایکس‌سی‌ایکس، خواننده و ترانه‌سرا[۵۷]
- دان چیدل، بازیگر[۵۸]
- جرج کلونی، بازیگر و فیلمساز[۵۹]
- میشا کالینز، بازیگر[۶۰]
- Adam Conover, بازیگر، نویسنده و کمدین[۶۱]
- ویلسون کروز، بازیگر[۶۲]
- جان کرایر، بازیگر[۱۸]
- جیمی لی کرتیس، بازیگر و  مؤلف [۱۸]
- استفن کری، بازیکن حرفه ای بسکتبال[۶۳]
- تیم دالی، بازیگر[۶۱]
- لی دنیلز، فیلمساز[۶۴]
- وایولا دیویس، بازیگر[۶۵]
- رزاریو داوسون، بازیگر[۶۶]
- Abigail Disney, تهیه‌کننده فیلم، اهداکننده عمده کمک های مالی به حزب دمکرات، و عضو خانواده دیسنی[۶۷]
- رابرت دنیرو، بازیگر[۶۸]
- کولمن دومینگو، بازیگر، playwright, و director[۶۲]
- بیلی ایکنر، بازیگر و کمدین[۵۵]
- Ella Emhoff, مدل (دخترخوانده هریس)[۶۹]
- Edward Enninful, ادیتور[۷۰]
- جاش گد، بازیگر[۷۱]
- جیسون وینستون جرج، بازیگر و مدل[۷۲][منبع بهتری نیاز است]
- Charlamagne tha God, شخصیت رادیویی[۷۳]
- Dana Goldberg, کمدین[۷۴][منبع بهتری نیاز است]
- جوزف گوردون لویت، بازیگر[۷۵]
- آریانا گرانده، موسیقی‌دان[۷۶]
- فرانکی گرانده، بازیگر و مجری تلویزیونی[۶۲]
- هنک گرین، ولاگر و کارافرین[۷۷]
- Blake Cooper Griffin, بازیگر[۷۸]
- کتی گریفین، کمدین[۴۷]
- جاش گروبن، خواننده و بازیگر[۴۴]
- مارک همیل، بازیگر[۷۹]
- هیل هارپر، بازیگر و عضو سابق President's Cancer Panel[۸۰]
- الین هندریکس، بازیگر[۸۱][منبع بهتری نیاز است]
- اشلین هریس، بازیکن سابق فوتبال[۵۵]
- Jackée Harry, بازیگر[۶۴]
- D. L. Hughley, کمدین[۶۴]
- پورنا جاگاناتان، بازیگر و تهیه‌کننده <[۸۲]
- کن جیونگ، بازیگر و پزشک[۸۳]
- میندی کالینگ، بازیگر و تهیه‌کننده[۴۷]
- مایکل کلی (بازیگر آمریکایی), بازیگر[۶۱]
- کشا، خواننده[۸۴]
- استیو کر، سرمربی، گلدن استیت واریرز[۸۵]
- کارول کینگ، خواننده، ترانه‌سرا، و موسیقی‌دان[۵۶]
- Brian و  Ed Krassenstein, و شخصیت های رسانه اجتماعی، نویسندگان و کارافرینان[۸۶][منبع بهتری نیاز است][۸۷][منبع بهتری نیاز است]
- جان لجند، خواننده و بازیگر[۱۸]
- اسپایک لی، کارگردان فیلم [۱۸]
- دیمون لیندلوف، سناریو نویس[۸۸]
- لیزو، رپر و خواننده[۵۶]
- جنیفر لوئیس، بازیگر و خواننده[۱۸]
- دمی لواتو، خواننده[۵۶]
- ناتاشا لیون، بازیگر و نویسنده[۱۸]
- یو-یو ما، نوازنده چلو[۴۵]
- ست مک‌فارلن، بازیگر[۸۹][منبع بهتری نیاز است]
- شان مگوایر، بازیگر و خواننده[۹۰][منبع بهتری نیاز است]
- ماکسول (نوازنده),خواننده -ترانه‌سرا[۶۴]
- رایان مک‌کارتان، بازیگر و خواننده[۹۱][منبع بهتری نیاز است]
- Crystal McCrary, تهیه‌کننده فیلم و  مؤلف [۲۹]
- مری الیزابت مک‌گلین، صداپیشه[۹۲][منبع بهتری نیاز است]
- کتی مک‌گراث، بازیگر[۵۴]
- مگان دی استالین، رپر[۹۳]
- آلیسا میلانو، بازیگر[۹۴]
- موبی، موسیقی‌دان[۵۶]
- جنل مونی، خواننده و بازیگر[۱۸]
- مندی مور، خواننده و بازیگر[۱۸]
- کلویی گریس مورتس، بازیگر[۱۸]
- لیل ناز اکس، رپر[۵۶]
- کوین نش، کشتی‌گیر[۹۵]
- نیسی نش، بازیگر[۶۴]
- کانر اوبرست، خواننده -ترانه‌سرا[۹۶]
- روزی اودانل، کمدین و تهیه‌کننده تلویزیونی[۱۸]
- Rory O'Malley, بازیگر[۴۱]
- هالی رابینسون پیت، بازیگر[۶۴]
- رزی پرز، بازیگر[۶۶]
- کیتی پری، خواننده[۷۶]
- باسی فیلیپ، بازیگر[۹۷]
- وندل پیرس، بازیگر[۴۷]
- پینک (خواننده),خواننده -ترانه‌سرا[۵۴]
- الن پومپئو، بازیگر[۴۷]
- آنی پاتس، بازیگر[۹۸]
- جینا پرینس-بایدوود، فیلمساز[۶۴]
- Questlove, ذرامر و  تهیه‌کننده صفحه[۵۶]
- زکری کینتو، بازیگر[۵۴]
- شریل لی رالف، خواننده، بازیگر[۱۸]
- مگان رپینو، بازیکن سابق فوتبال[۴۹]
- راب راینر، فیلمساز و بازیگر[۹۹]
- شاندا رایمز، تهیه‌کننده تلویزیونی و سناریو نویس[۴۷]
- اولیویا رودریگو، خواننده[۱۰۰]
- تریسی الیس راس، بازیگر[۴۲]
- مارک رافلو، بازیگر[۷۱]
- جری راین، بازیگر[۱۰۱][منبع بهتری نیاز است]
- پل شیر، کمدین، بازیگر و فیلمساز[۴۱]
- Amy Schneider, نویسنده و شرکت کننده جپردی! [۱۰۲][منبع بهتری نیاز است]
- ایمی شومر، کمدین[۴۳]
- جان استوارت (مجری تلویزیونی), کمدین[۱۰۳]
- Brian Michael Smith, بازیگر[۶۲]
- Stephen A. Smith, sports television personality, radio host, و  روزنامه نگار [۱۰۴]
- آرون سورکین، فیلمساز[۶۸]
- اکتاویا اسپنسر، بازیگر[۱۸]
- باربارا استرایسند، خواننده و بازیگر[۶۸]
- واندا سایکس، stand-up کمدین، بازیگر، و نویسنده[۱۰۵]
- راون سایمون، بازیگر[۵۴]
- جرج تاکی، بازیگر و نویسنده[۱۰۶]
- لارنس تیت، بازیگر[۶۴]
- جیمز تیلور، موسیقی‌دان[۴۵]
- Damian Terriquez, بازیگر[۷۸]
- Robin Thede, کمدین[۶۴]
- بلا تورن، بازیگر و خواننده[۱۸]
- جاستین ترانتر، ترانه‌سرا[۵۴]
- Michelle Visage, television personality[۱۰۷][منبع بهتری نیاز است]
- George Wallace, کمدین[۴۷]
- کری واشینگتن، بازیگر[۴۷]
- برادلی وایتفورد، بازیگر[۶۵]